# Neoepiblemidae
Los neoepiblémidos (Neoepiblemidae) son una familia extinta de roedores histricomorfos que vivieron en Sudamérica. El género Dabbenea, antes situado aquí, se incluye ahora en Phoberomys. Los límites entre esta familia y Dinomyidae necesitan una revisión; algunos géneros de esta última (como Phoberomys y Eusigmomys) tienen una ubicación taxonómica variable. Un estudio de 2017 encontró que Phoberomys era parte del grupo, mientras que Eusigmomys era parte de Dinomyidae.